# Brnica, Hrastnik
Brnica este o localitate din comuna Hrastnik, Slovenia, cu o populație de 239 de locuitori.